# Giraffa camelopardalis camelopardalis
La giraffa nubiana (Giraffa camelopardalis camelopardalis) è una sottospecie di giraffa che vive nel Sudan orientale ed in parte dell'Etiopia occidentale.
Si differenzia dalle altre sottospecie (con le quali si incrocia facilmente) per le macchie quadrilatere color nocciola scuro su fondo biancastro: le macchie mancano nella regione ventrale, nell'interno coscia ed al di sotto delle ginocchia.